# Chambon (Cher)
 Chambon  es una población y comuna francesa, situada en la región de  Centro, departamento de Cher, en el distrito de Saint-Amand-Montrond y cantón de Châteauneuf-sur-Cher.

## Demografía
| 247 | 231 | 195 | 143 | 122 | 134 |
| Para los censos de 1962 a 1999 la población legal corresponde a la población sin duplicidades (Fuente: INSEE [Consultar]) |     |     |     |     |     |